# Skalnik statilinus
Skalnik statilinus (Hipparchia statilinus) – motyl dzienny z rodziny rusałkowatych.

## Wygląd
Rozpiętość skrzydeł od 44 do 50 mm, dymorfizm płciowy słabo zaznaczony.

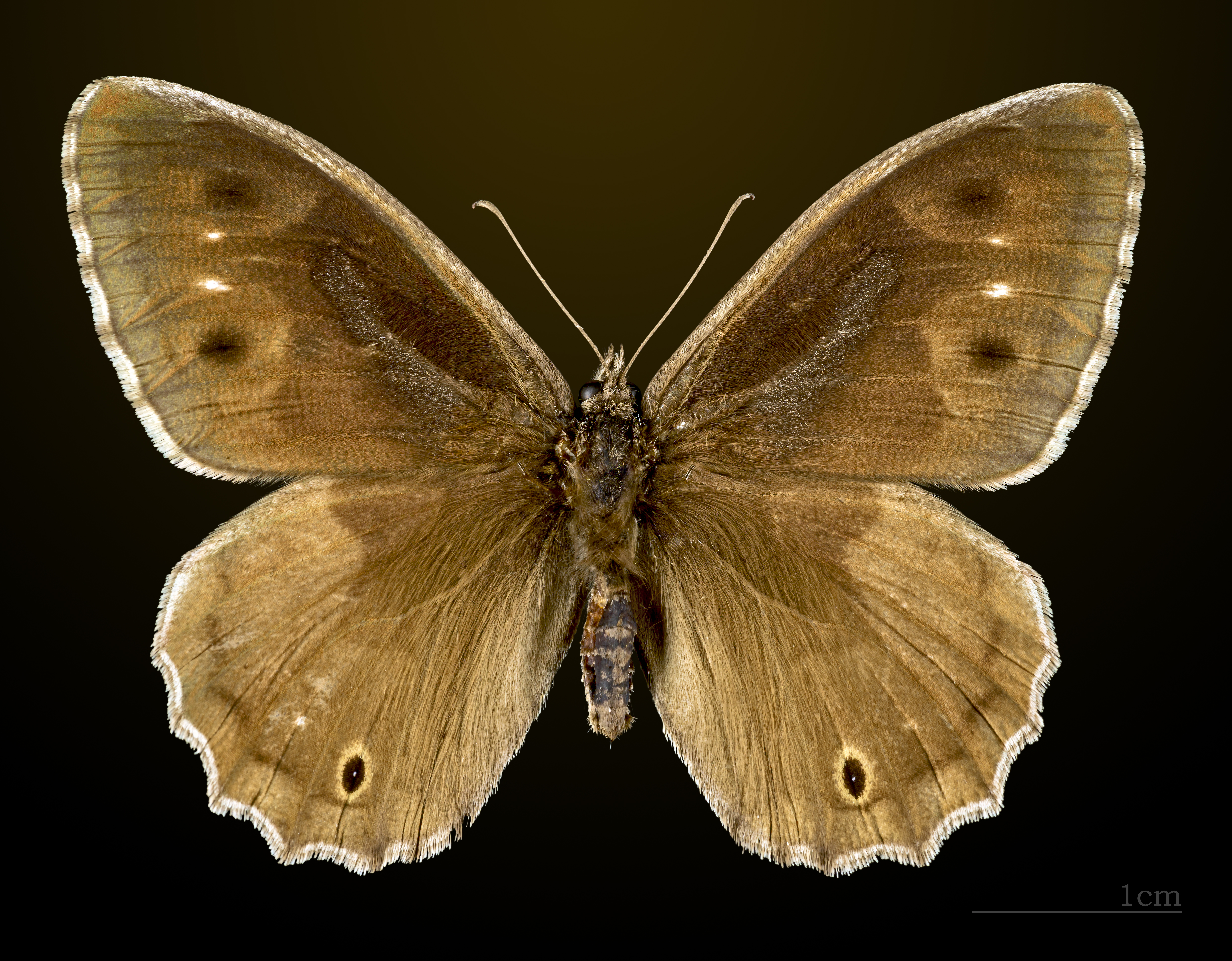
♂
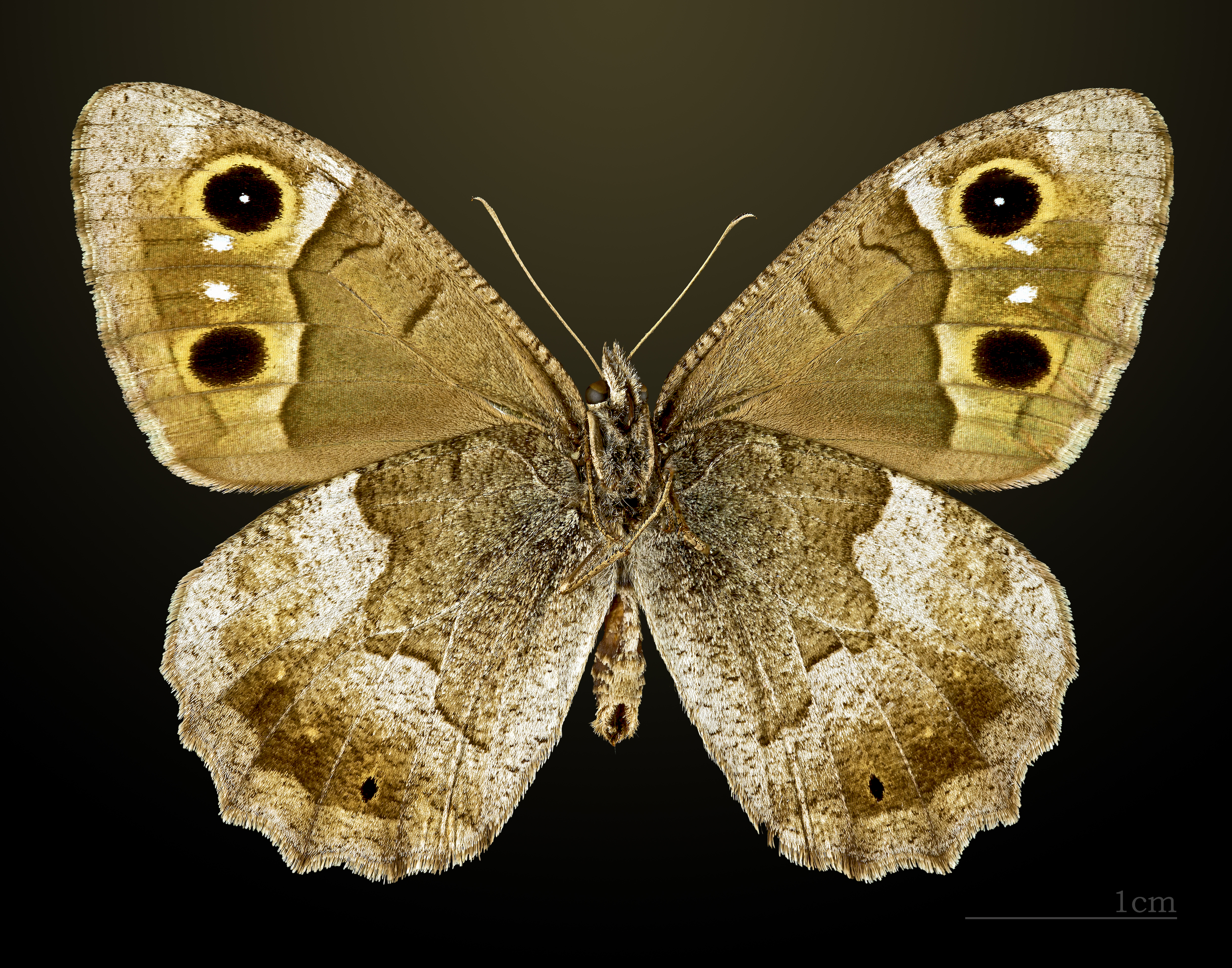
♂ △
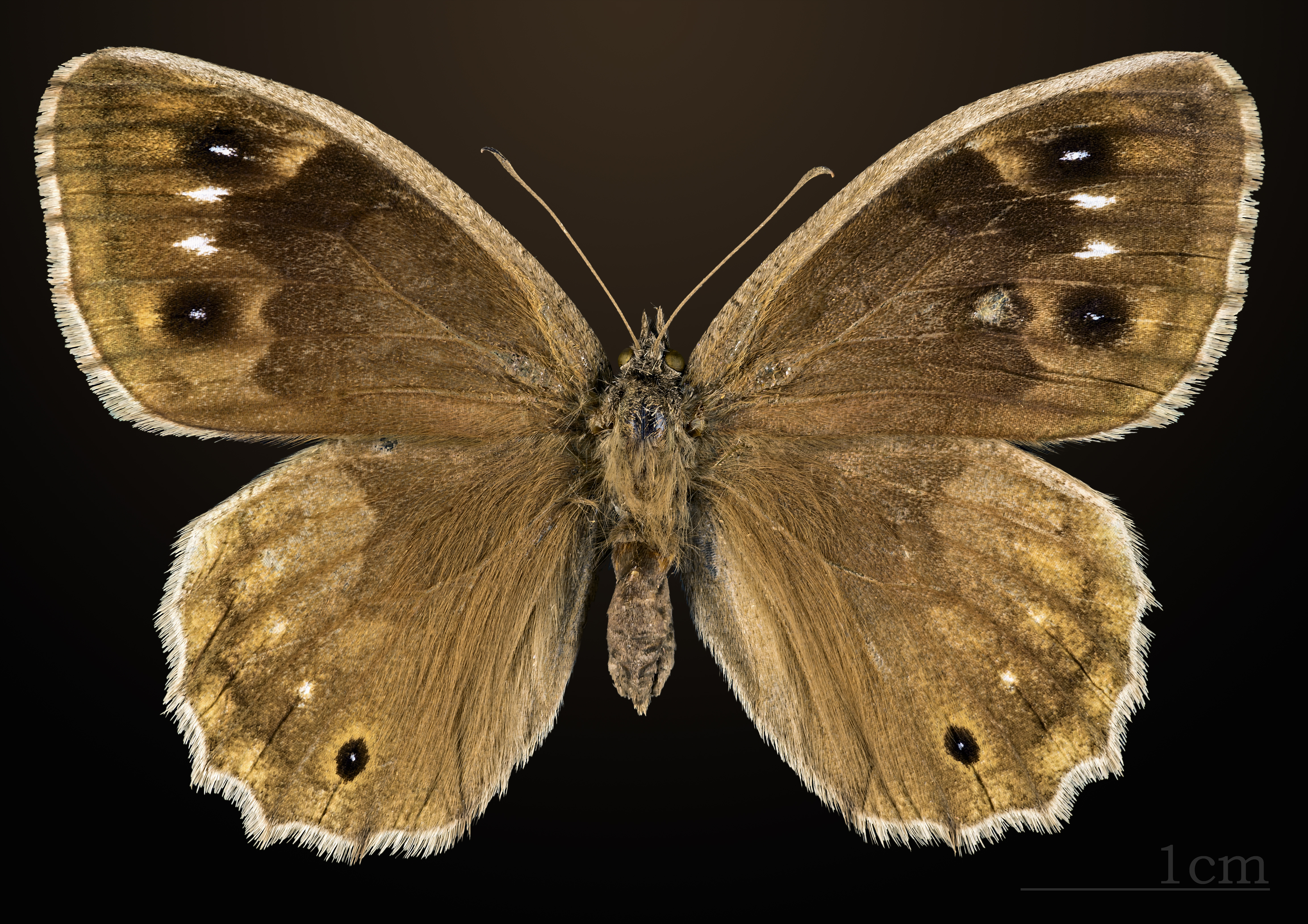
♀
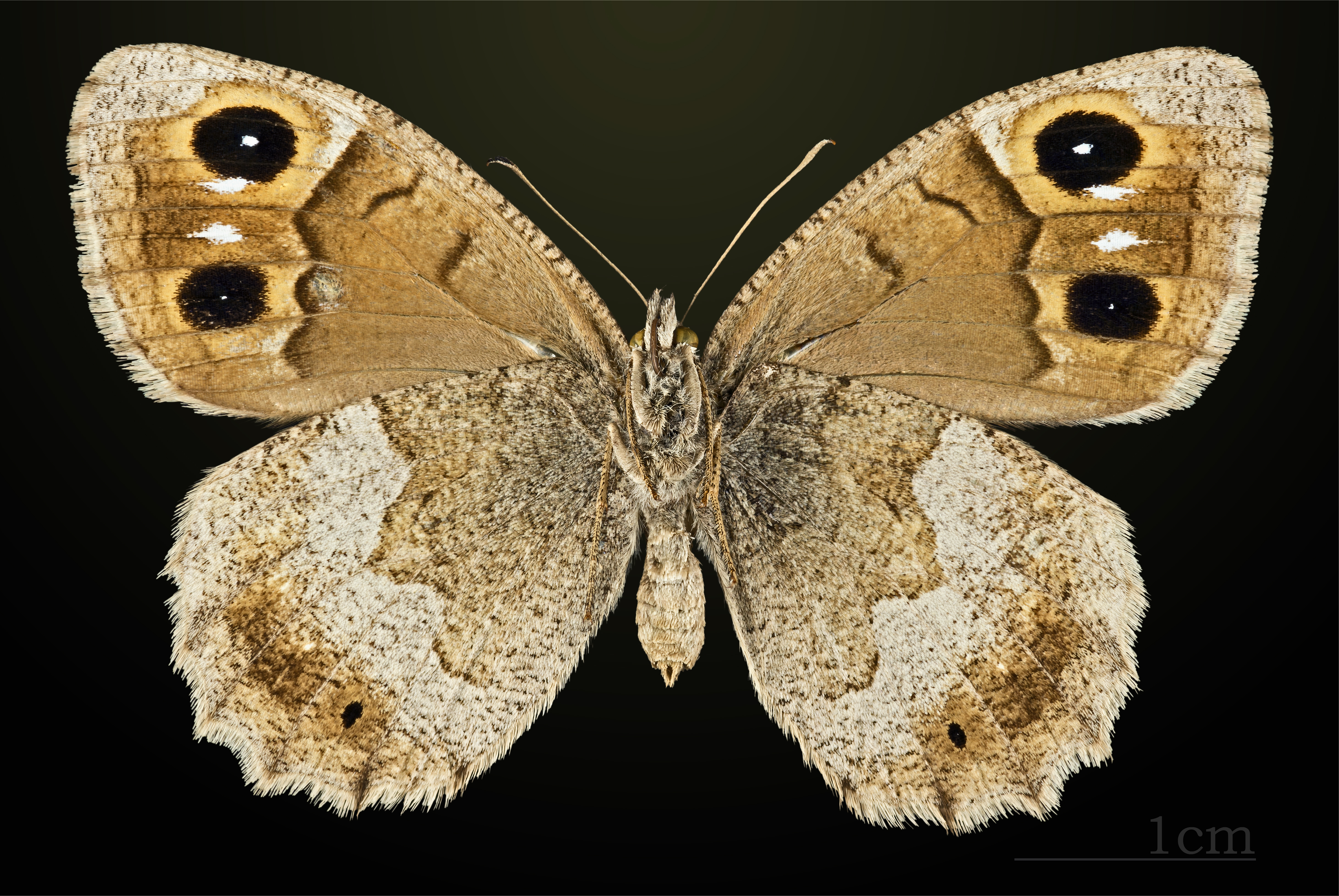
♀ △

## Siedlisko
Suche świetliste bory sosnowe, wydmy śródlądowe i nadmorskie, wrzosowiska.

## Biologia i rozwój
Wykształca jedno pokolenie w roku (sierpień-połowa września). Rośliny żywicielskie: szczotlicha siwa, stokłosa prosta, ostnice, kostrzewa owcza. Jaja barwy białej składane są pojedynczo na roślinach żywicielskich lub w ich pobliżu. Larwy wylęgają się po 2,5-3 tygodniach, żerują nocą, zimują w pierwszym stadium wzrostowym. Stadium poczwarki trwa 3-5 tygodni.

## Rozmieszczenie geograficzne
Gatunek śródziemnomorski, znany z Europy, Północnej Afryki, Kaukazu i Azji Mniejszej. W Polsce występuje lokalnie w północno-zachodniej części kraju (wzdłuż wybrzeża Bałtyku) oraz na nielicznych stanowiskach na południu kraju.